# Bruno Carpentier
 (octobre 2023).
La mise en forme du texte ne suit pas les recommandations de Wikipédia : il faut le « wikifier ».
Les points d'amélioration suivants sont les cas les plus fréquents. Le détail des points à revoir est peut-être précisé sur la page de discussion.
- Les titres sont pré-formatés par le logiciel. Ils ne sont ni en capitales, ni en gras.
- Le texte ne doit pas être écrit en capitales (les noms de famille non plus), ni en gras, ni en italique, ni en « petit »…
- Le gras n'est utilisé que pour surligner le titre de l'article dans l'introduction, une seule fois.
- L'italique est rarement utilisé : mots en langue étrangère, titres d'œuvres, noms de bateaux, etc.
- Les citations ne sont pas en italique mais en corps de texte normal. Elles sont entourées par des guillemets français : « et ».
- Les listes à puces sont à éviter, des paragraphes rédigés étant largement préférés. Les tableaux sont à réserver à la présentation de données structurées (résultats, etc.).
- Les appels de note de bas de page (petits chiffres en exposant, introduits par l'outil «  Source ») sont à placer entre la fin de phrase et le point final[comme ça].
- Les liens internes (vers d'autres articles de Wikipédia) sont à choisir avec parcimonie. Créez des liens vers des articles approfondissant le sujet. Les termes génériques sans rapport avec le sujet sont à éviter, ainsi que les répétitions de liens vers un même terme.
- Les liens externes sont à placer uniquement dans une section « Liens externes », à la fin de l'article. Ces liens sont à choisir avec parcimonie suivant les règles définies. Si un lien sert de source à l'article, son insertion dans le texte est à faire par les notes de bas de page.
- La présentation des références doit suivre les conventions bibliographiques. Il est recommandé d'utiliser les modèles {{Ouvrage}}, {{Chapitre}}, {{Article}}, {{Lien web}} et/ou {{Bibliographie}}. Le mode d'édition visuel peut mettre en forme automatiquement les références.
- Insérer une infobox (cadre d'informations à droite) n'est pas obligatoire pour parachever la mise en page.

Pour une aide détaillée, merci de consulter Aide:Wikification.
Si vous pensez que ces points ont été résolus, vous pouvez retirer ce bandeau et améliorer la mise en forme d'un autre article.
Bruno Carpentier est un auteur français né en 1963 en Hainaut, à Saint-Vaast (B). Il arrive en Provence en 1971. Après une carrière militaire (Infanterie - Légion étrangère), il se retire dans un village accroché à la colline près de Marseille et se consacre à l'écriture de romans policiers,.

## Parcours littéraire
En 1997, Bruno Carpentier publie le recueil Les Dragons de Velika et, en 2002, Détachement Iskoutir,,.
De 2002 à 2007, l'auteur se consacre à l'étude du corps des Zouaves (histoire militaire), écrit La Légende des Zouaves, et publie une série de sept monographies d'histoire régionale sur le Hainaut, les Ardennes et la Provence. Il est rédacteur en chef du magazine Képi Blanc de 2004 à 2007. Conférencier, il anime des rencontres autour du patrimoine historique français,.
En 2013 paraissent trois romans policiers : La Benoîte-Affique (Mons), L'écorcheur de Cadolive (Marseille) et Le Boucher de Malemort (Brive-la-Gaillarde). Ces trois intrigues sont regroupées dans le premier opus de la collection Crimes de pays (série 1),,.
En 2015 paraît Le Berger de Saint-Aybert (Condé-sur-l'Escaut) dans la série 2 de la collection Crimes de Pays. Cette fiction est inspirée d'un fait réel, le meurtre de deux petites filles à Crespin (59) le dimanche 24 août 1969. L'auteur des faits n'a jamais été retrouvé.
De 2016 à 2022, Bruno Carpentier est directeur des collections chez Editions D'un Autre Ailleurs - Antibes (collection Crimes de Pays Polars, collection Grands Romans, collection Les Intemporelles).
En 2019 paraît La Maison du Légionnaire, un ouvrage dédié à l'action sociale de la Légion étrangère ; cette maison qui accueille d'anciens légionnaires se trouve à Auriol, en Provence.
En 2020 paraît La Crypte de Saint-Maximin (Sélection 2021 du Prix de l'Évêché - Polars du Sud), l'opus 4 de la collection de romans policiers "Crimes de Pays". Cette fiction repose sur une double quête, la recherche de l'auteur du meurtre d'une inconnue, Janette Mouriès, et l'interrogation sur la venue (ou pas) de sainte Marie-Madeleine en Provence (an 44, Saintes-Maries-de-la-Mer) : La Crypte de Saint-Maximin.
En 2022 paraît De Sidi-Bel-Abbès à Aubagne, biographie de l'adjudant-chef Armand André, sous-officier légionnaire ayant servi de 1939 à 1964 à la Légion. L'ouvrage a été retenu dans la sélection finale du Prix Erwan Bergot 2022.
En janvier 2023, Bruno Carpentier rejoint en qualité d'auteur l'équipe des éditions Melmac à Marseille. La Source bleue (cf. Biblio) paraît le 24 août 2023.
Bruno Carpentier participe régulièrement à des salons littéraires. En 2021, il parraine les Rencontres du Baou à Cadolive (13). En octobre 2022, il parraine la 28e Journée des écrivains de Provence (Trets, 13), et, en mai 2023 il devient le parrain sine anno du Salon des écrivains du Pays d'Aubagne (13), événement promouvant la création littéraire des territoires. En octobre 2025, il parraine le Salon du livre de La Bouilladisse (13),,.

## Œuvres
- Itinéraires, éditions de l’Houtland (Steenvoorde, 1995)  (ISBN 2-907568-72-8).
- Les Dragons de Velika Bosnie 1993, Presses de Képi Blanc (Aubagne, 1997)  (ISBN 2-9510944-0-X).
- La Légion mont'à l'assaut, paroles et musique, chant de la Légion étrangère[16].
- Détachement Iskoutir, aventures en Dankali, Éditions Italiques (Paris, 2002)  (ISBN 2-910536-25-4).
- Givet-Charlemont, la légende des pierres, Éditions Sopaic (Charleville-Mézières, 2002)  (ISBN 2-912775-16-7).
- Chooz-Les Deux Vireux, Éditions Sopaic (Charleville-Mézières, 2002)[17]  (ISBN 2-912775-17-5).
- Hierges village médiéval, Éditions Sopaic (Charleville-Mézières, 2003)[18]  (ISBN 2-912775-19-1).
- La légende des Zouaves, Éditions Sopaic (Charleville-Mézières, 2003)[19]  (ISBN 2-912775-20-5).
- Condé-sur-l’Escaut, le Pagus condatensis, Éditions Sopaic (Charleville-Mézières, 2004)[20]  (ISBN 2-912775-23-X).
- Le Quesnoy, l’archétype du Hainaut, Éditions Sopaic (Charleville-Mézières, 2005)[21]  (ISBN 2-912775-25-6).
- Auriol-en-Provence, deux tomes, Éditions Caractère (Marseille, 2006 et 2007)[22]  (ISBN 2-9527892-0-7).
- Légion Notre Mère, anthologie de la poésie légionnaire (collectif) , Éditions Italiques (Paris, 2000)  (ISBN 2-910536-12-2).
- Contes de Noël de la Légion étrangère (collectif), Éditions Italiques (Paris, 2004)  (ISBN 2-910536-38-6).
- L’Écorcheur de Cadolive, Éditions Italiques, collection Crimes de Pays (Triel-sur-Seine, 2013)[23]  (ISBN 978-2-35617-011-8).
- La Benoîte-Affique, Éditions Italiques, collection Crimes de Pays (Triel-sur-Seine, 2013)  (ISBN 978-2-35617-011-8).
- Le Boucher de Malemort, Éditions Italiques, collection Crimes de Pays (Triel-sur-Seine, 2013)  (ISBN 978-2-35617-011-8).
- Le Berger de Saint-Aybert[24], Éditions Italiques, collection Crimes de Pays (Mantes-la-Jolie, 2013)  (ISBN 978-2-35617-031-6).
- La Maison du Légionnaire[25], Éditions Caractère (Marseille, 2019)  (ISBN 979-1-0944-5906-5).
- La Crypte de Saint-Maximin[26], Éditions D'un autres ailleurs (Antibes, 2020)  (ISBN 978-2-4901-6506-3).
- De Sidi-Bel-Abbès à Aubagne[27], Éditions D'un autres ailleurs (La Guérinière, 2022)  (ISBN 978-2-4901-6510-0).
- La Source bleue[28], Éditions Melmac (Marseille 2023)  (ISBN 978-2-4927-5909-3).
- Arma Christi, Éditions Melmac (Marseille 2025)  (ISBN 978-2-492-75926-0).
- Le Silence des louves (en cours d'écriture).